# آدم إيكفلدت
جون آدم إيكفلدت (بالإنجليزية: Adam Eckfeldt)‏ (15يونيو 1769_6 فبراير 1852، المعروف ب آدم إيكفلدت)كان عاملا ومسؤولا في أوائل أيام دار سك العملة الملكية الأمريكية. عمل«إيكفلدت» طوال حياته في فيلادلفيا كثاني رئيس للعملة ل«مينت» من 1814 حتى 1839.
كان لوالد إيكفلدت دكان حدادة كبير وقد ورط نفسه في محاولات مبكرة للعملات الأمريكية.فقد قام آدم إيكفلدت ببناء معصرة مبكرة لمينت، ونقش بعض من القوالب المبكرة وكان مسؤولاً عن تصميمات العملات النحاسية الأمريكية المبكرة، فضلاً عن عملة (دايم الأمريكية من عام 1792 التي تعتبرها بعض السلطات بأنها أول عملة أمريكية. عُين مساعد كسكاك للنقود في مينت عام 1792 وأصبح رئيس العملة في وقت وفاة سلفه عام 1817.